# Liophis trebbaui
Liophis trebbaui là một loài rắn trong họ Rắn nước. Loài này được Roze mô tả khoa học đầu tiên năm 1958.